# Alonso de Ojeda
Pour les articles homonymes, voir Hojeda.
Alonso de Hojeda (né vers 1466 à Cuenca, mort vers 1515 à Saint-Domingue) est un explorateur et conquistador espagnol.

## Biographie

### Premières explorations
Issu d'une famille noble mais pauvre, Hojeda a la chance de commencer sa carrière au service des ducs de Medina Sidonia. Il obtint très tôt la protection de Juan Rodríguez de Fonseca, évêque de Burgos et futur patriarche des Indes, qui permet à Hojeda d'accompagner Christophe Colomb dans son deuxième voyage au Nouveau Monde en 1493. Là-bas Hojeda se distingue par son audace dans les combats contre les indigènes, envers lesquels il est excessivement dur et vindicatif. Il rentre en Espagne en 1496.

### Découverte du Venezuela

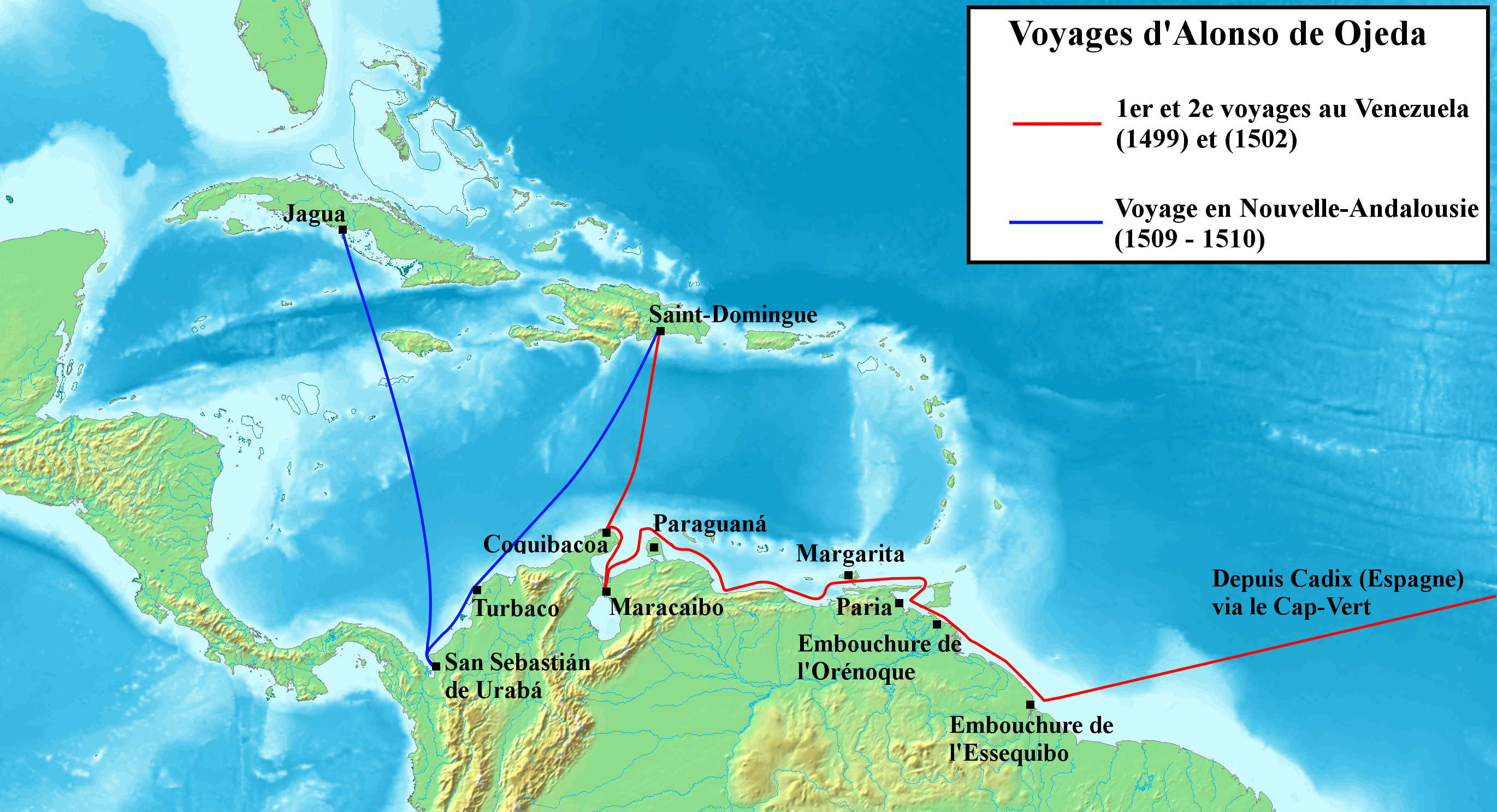
Voyages d'Alonso de Ojeda en Amérique.

En 1499, pour son propre compte, il retourne au Nouveau Monde, accompagné du cosmographe Juan de la Cosa et d'Amerigo Vespucci à bord de trois vaisseaux. En un peu plus de trois semaines, il reconnait le continent près de l'embouchure de l'Orénoque et après avoir fait escale à l'île de la Trinité et en d'autres endroits, il voit un port qu'il appelle Venezuela, c'est-à-dire petite Venise, en raison de sa ressemblance avec la baie de Venise. Poursuivant ses explorations, il se dirige vers l'île d'Hispaniola où il est froidement reçu. On pense alors qu'il empiète sur les privilèges donnés à Christophe Colomb pour ses explorations. Pour son retour en Espagne en 1500,il emmène avec lui beaucoup de captifs qu'il vend comme esclaves.

### Deuxième expédition au Venezuela
Ayant toujours des amis influents au pays, il prépare rapidement une nouvelle expédition qui quitte Cadix en 1502 et accoste sur le continent américain à un endroit qu'il nomme Santa Cruz. La colonie qu'il y établit ne dure pas longtemps : car sans le savoir il empiète sur le territoire donné au Portugal par la bulle papale. À son retour en Espagne, il est condamné à payer une lourde amende. Après appel il est cependant déchargé de toute culpabilité, mais se trouve à présent ruiné.
Il parvient quand même à retourner à Hispaniola où se trouve son ancien associé, Juan de la Cosa avec qui il conçoit l'idée d'établir des colonies sur le continent entre Cabo de Vela et le golfe d'Urabá. Après avoir passé quelque temps à solliciter le gouvernement, les deux amis obtiennent les permissions nécessaires.
Ojeda rentre ensuite en Espagne et, au prix de grands efforts, organise en 1509 sa troisième et dernière expédition.

### Nouvelle Andalousie
Francisco Pizarro, le futur conquérant du Pérou, embarque dans l'un des quatre vaisseaux que compte l'expédition en tant que lieutenant d'Ojeda. Hernán Cortés, le futur conquérant du Mexique, doit également participer à l'expédition, mais une soudaine maladie l'empêche d'embarquer.
Ojeda quitte l'île d'Hispaniola avec environ 300 hommes. Il débarque à la tête d'environ 70 hommes près du site de l'actuelle Carthagène et prend quelques Amérindiens comme esclaves. En tant que gouverneur de Nouvelle-Andalousie, il prend possession d'un territoire délimité par le golfe d'Urabá (Darién) et celui de Maracaibo. Mais les indigènes deviennent plus hostiles et attaquent la colonie. Tout le monde est tué, sauf Ojeda et un seul de ses compagnons. Tenace, il fonde une nouvelle colonie à San Sebastián, mais les provisions s'épuisent et il doit assez vite retourner à Hispaniola pour se réapprovisionner en laissant le commandement à Francisco Pizarro.

### Le naufrage
Sur la route du retour son navire fait naufrage et Ojeda parvient difficilement à atteindre Saint-Domingue où il meurt.

## Descendance
Parmi ses descendants, Alonso de Hojeda compterait la famille Vargas, composée notamment de Víctor Vargas, président et propriétaire du Banco Occidental de Descuento (BOD) et troisième fortune du Venezuela, et sa fille, María Margarita Vargas Santaella, épouse du prince Louis de Bourbon, héritier (pour les légitimistes) du trône de France.

## Hommages
La paroisse civile d'Alonso de Ojeda dans l'État de Zulia au Venezuela, porte son nom.

## Référence
- (en) Cet article est partiellement ou en totalité issu de l’article de Wikipédia en anglais intitulé « Alonso de Ojeda » (voir la liste des auteurs).

1. ↑  Les sources divergent concernant ses dates de naissance (entre 1465 et 1471) et de mort (1515 ou 1516).
2. ↑  (es) « Descendientes de conquistadores », sur El Universal, 6 novembre 2004 (consulté le 18 septembre 2012)